# تئوگونیا
تئوگونیا یا تبارنامهٔ خدایان نام مشهورترین نوشته هزیود، شاعر نامدار یونانی در قرن هشتم قبل از میلاد است، که بخش‌هایی از آن تا به امروز باقی‌مانده و بسیاری از اطلاعات مربوط به خدایان اساطیری یونان از همین اثر استخراج گردیده‌است.

## ترتیب مباحث

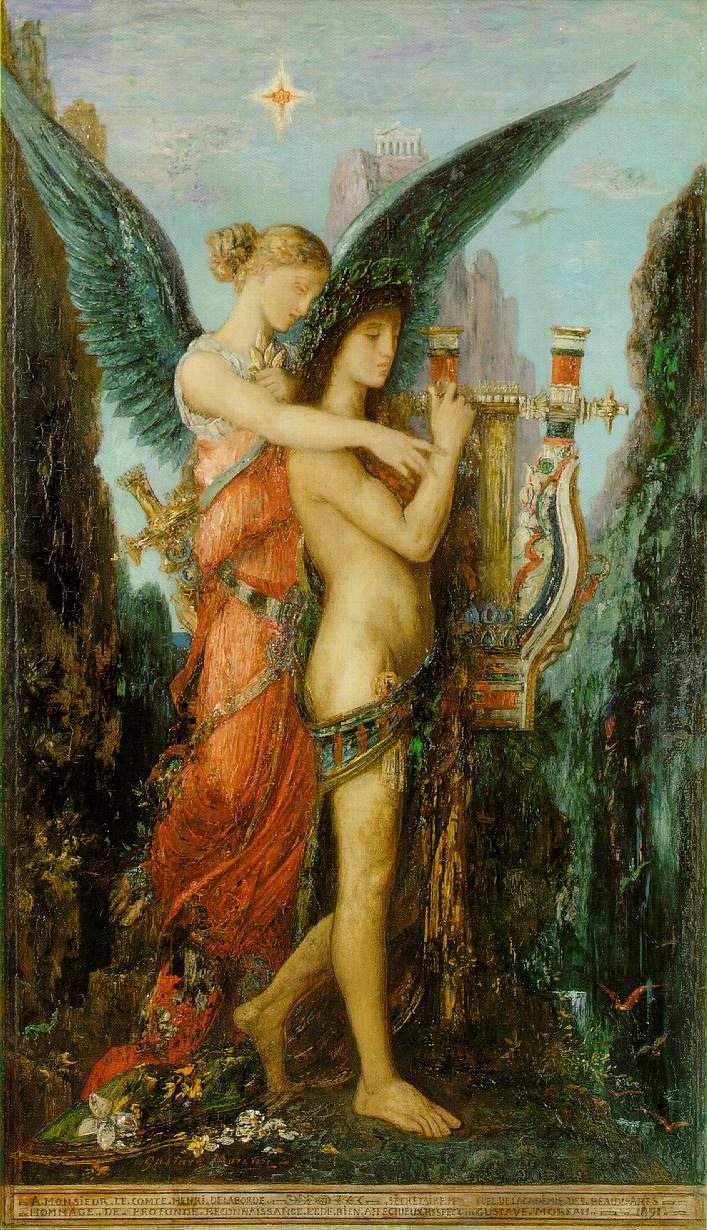
هزیود و موز، اثر: گوستاو مور

هزیود در این اثر خویش، نخست دربارهٔ موزها سخن‌سرایی می‌کند، زیرا که اینان الهه‌گان هنرهای زیبا شمرده می‌شدند و در مجاورت او، در کوه هلیکون استقرار داشتند. وی که در موقع سرودن این بخش از تئوگونیا، بسیار جوان بود، با خیال جوان خود، آن الهه‌گان ناز را می‌دید که در دامنهٔ کوه: «با پاهای لطیف خود می‌رقصند» و در هیپوکرنه «پیکرهای لطیف خود را می‌شویند»
هزیود، سپس به توصیف زاییده شدن جهان (و نه آفریده شدن آن) می‌پردازد و داستان ولادت یافتن هر خدایی از خدای دیگر را روایت می‌کند. زاد و ولد خدایان، آن‌قدر ادامه پیدا می‌کند که در کوه المپ جا بر خدایان تنگ می‌شود!
در دانشنامه لاروس، ترتیب مباحث مربوط به پیدایش جهان و خدایان، و همین‌طور سایر مباحث موجود در تئوگونیا را، چنین فهرست کرده‌است:
- ابتدای جهان
- پیدایش تیتان‌ها
- ایزدان نخستین
- اهریمنان دریایی
- تولد المپی‌ها
- نبردهای زئوس
- تایفون
- نسل دوم المپی‌ها
- اجنه و ارواح طبیعت
- پرومتئوس
- پاندورا
- دوکالیون و سیل بزرگ
- و چند مطلب دیگر[۲]

پس از بیان روش به‌وجود آمدن خدایان، و ارائهٔ شرحی دربارهٔ آن‌ها، هزیود در ادامهٔ تئوگونیا، به سراغ برخی افسانه‌های دیگر می‌رود. از زمرهٔ این افسانه‌ها می‌توان به «داستان پرومته دوراندیش و آتش‌آور» اشاره کرد. همچنین در ادامه به داستان‌هایی دربارهٔ فسق و فجور فراوان خدایان برمی‌خوریم. افسانه‌هایی که معلوم نیست کدامیک از فرهنگ ابتدایی و نزدیک به دوره توحّش یونان ناشی شده و کدامیک را، خود هزیود ساخته‌است.

## زاد و ولد خدایان در کوه المپ
بر اساس نوشتهٔ هزیود در تئوگونیا در آغاز خدایی بی‌تعیّن، به نام خائوس وجود داشت. سپس خدای زمین یعنی گایا که ملجاء استوار و ایمن تمامی موجودات جاویدان یعنی خدایان شد، به‌وجود آمد.
پس از آن، تارتاروس، خدای عالم سُفلا، و بعد از او اروس، که خدای عشق و زیباترین خدایان است، پدیدار شد.
خدای تاریکی و شب که اربوس نام داشت، از خائوس زاده شد، و خدای آیتر و روز از او. سپس خدای کوه‌ها و آسمان یعنی اورانوس از خدای زمین زاد و از قرین گشتن آن دو، اوکئانوس که خدای دریا بود، ولادت یافت.
ویل دورانت معتقد است که مقصود هزیود از زاده‌شدن این خدایان و ترتیب این زاد و ولد، چیزی جز این نیست که بگوید: جهان در آغاز، مادّه‌ای بی‌تعیّن بوده‌است و سپس زمین و مظاهر آن، شب و روز، و دریاها، همگی از همان مادّهٔ بی‌تعیّن پدید آمده‌اند و عامل پدید آمدن همهٔ آن‌ها نوعی شوق یا خواست است.

## درباره این اثر

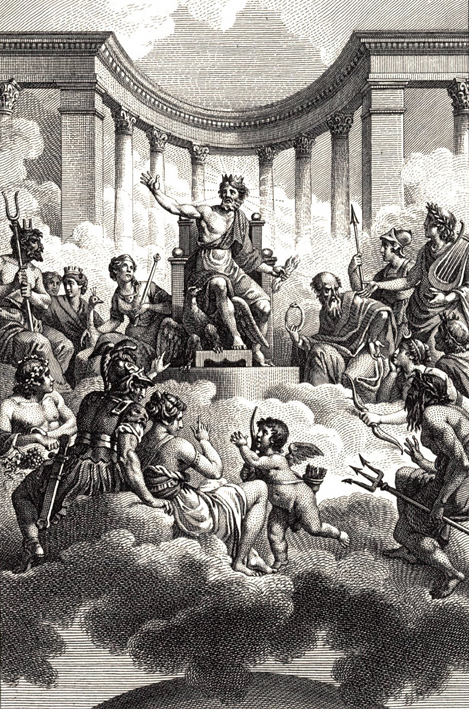
خدایان المپی در جهت عقربه‌های ساعت از قسمت مرکزی بالا به‌تصویر کشیده شده‌اند: زئوس، هفائستوس، آتنا، آپولون، هرمس، آرتمیس، پوزئیدون، اروس، آفرودیت، آرس، دیونیسوس، هادس، هستیا، دمتر، هرا.

در تبارنامه خدایان، هزیود ترکیبی مذهبی از نوع بسیار پیچیدهٔ آن را به نمایش گذاشته‌است. خدایانی از سرتاسر عالم شرقی (آسیایی) در یک نظام شبه‌تاریخی در هم آمیخته‌اند و طبقه‌بندی و سازمان‌دهی شده‌اند.
البته خدایان کاملاً هلنی (یونانی) هم در این نظام یافت می‌شوند که توسط فاتحان آریایی معرفی شده بودند.
بدین ترتیب، در تئوگونیا، اکثریتی از خدایان بزرگ المپی تشکیل شده‌است که چون طبق سنّت، کاخ‌های محل سکونتشان بر قلّهٔ کوه المپ (اولیمپوس) واقع شده بود، به‌نام خدایان کوه المپ خوانده می‌شدند.
هزیود در این اثر، علاوه بر خدایان بزرگی همچون: زئوس، آپولو، هفائستوس و سایرین، جایگاه والا و نقش مهمی به شخصیت‌های متعددی که آنان هم ایزد به‌شمار می‌آیند، اعطا کرده‌است. این ایزدها دارای سیمایی مبهم هستند و به سختی شناخته می‌شوند. در واقع این ایزدان در تئوگونیا، گاهی اوقات مظهر و نمایندهٔ نیروهای طبیعت، اجسام نجومی، اهریمنان دریایی و ارواح نباتی هستند و گاهی وقت‌ها اصول اخلاقی تجریدی ساده‌ای با اسامی کاملاً شفاف و آشکار، نظیر: «قدرت» و «ناسازگاری» را، نمایندگی می‌کنند.
اساطیر بیان‌شده در تئوگونیا، از قساوت و کارهای وحشتناک سرشارند و رسواترین روابط جنسی در این کتاب با بی‌پروایی به خدایان نسبت داده شده‌است.